# Gaz
Gazul este una din stările de agregare ale materiei.
Gazele sunt fluide care ocupă întreg volumul în care se află și au o compresibilitate ridicată. Această comportare se explică prin structura moleculară a gazelor, care este diferită de cea a lichidelor. La gaze, forțele de atracție moleculară sunt practic neglijabile, moleculele deplasându-se liber unele în raport cu celelalte, deplasări însoțite de ciocniri elastice. Distanța dintre molecule este mult mai mare în raport cu dimensiunile acestora, cea ce explica lipsa forțelor de atracție între moleculele gazelor.

## Etimologie
Cuvântul "gaz" ("gas" în original) a fost inventat de Jan Baptist van Helmont, probabil ca o pronunțare din neerlandeză a unei re-ortografieri a cuvântului "chaos" din greaca veche.